# Jean Del Cour
Jean Del Cour (Xhignesse, 13 augustus [gedoopt] 1627 – Luik, 4 april 1707), ook wel de "Luikse Bernini" genoemd, was een Luiks beeldhouwer die werkte in de stijl van de barok. Hij wordt gezien als de belangrijkste vertegenwoordiger van de barokke beeldhouwkunst in het prinsbisdom Luik.

## Biografische schets
Jean Del Cour werd in 1627 geboren in het gehucht Xhignesse bij Hamoir in het toenmalige abdijvorstendom Stavelot-Malmedy, destijds in een personele unie verenigd met het prinsbisdom Luik. Zijn ouders waren Gilson Delcour en Gertrude de Verdon. Hij vertrok op 19-jarige leeftijd voor een periode van meerdere jaren naar Rome en was daar een leerling van de bekende beeldhouwer Gian Lorenzo Bernini. In 1661 keerde hij terug naar Luik waar hij een atelier had in de straat Soeurs-de-Hasques. Als beeldhouwer werkte Del Cour voornamelijk met hout, marmer en ivoor. Daarnaast werkte hij ook als architect van grotere monumenten. Del Cour had slechts één leerling, Jean Hans.

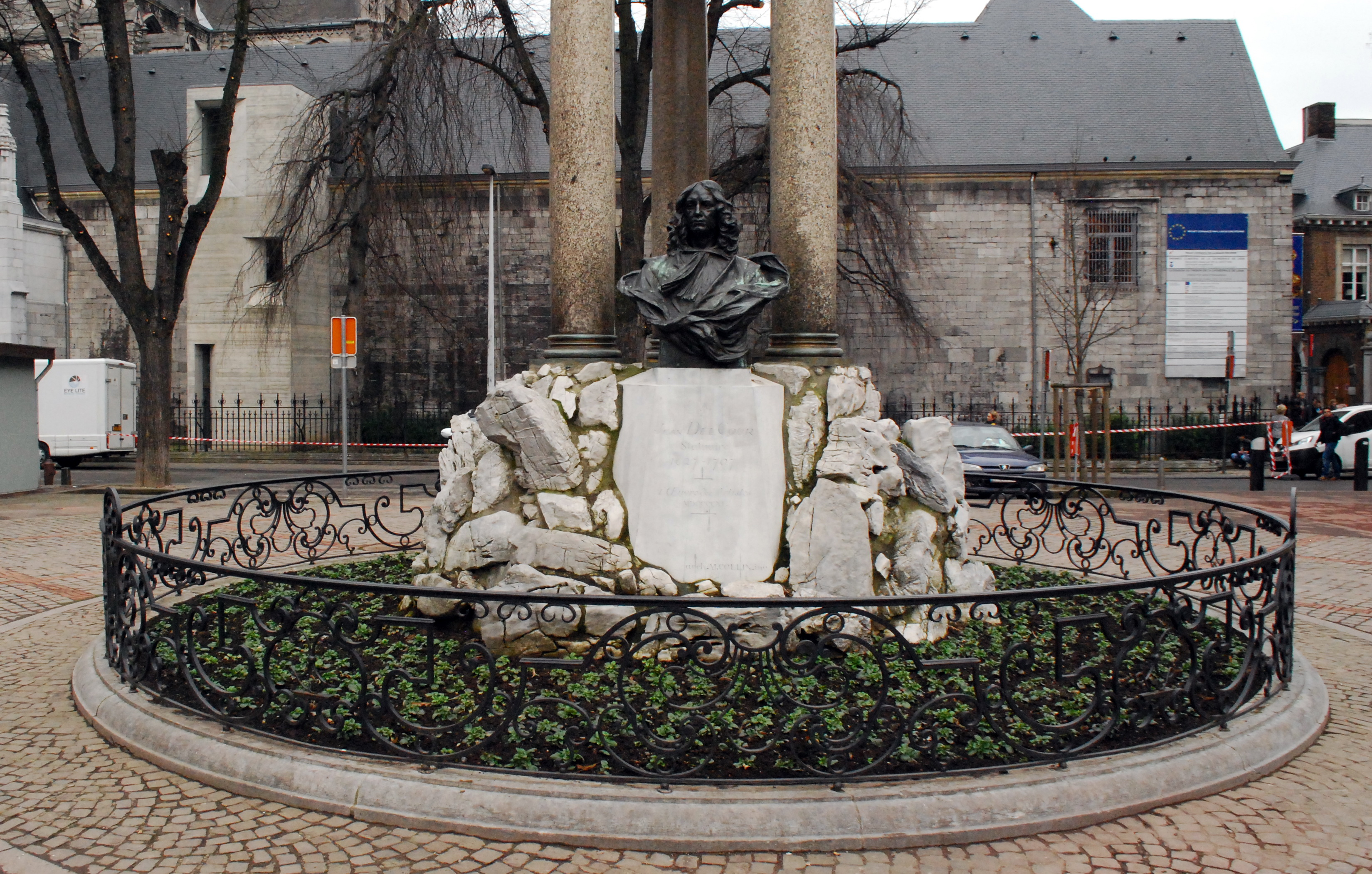
Monument Jean Del Cour, Luik

Jean Del Cour overleed te Luik in 1707 en werd begraven in de Sint-Maartensbasiliek, evenals zijn broer, de schilder Jean-Gilles Del Cour (1632-'95). Deze laatste schilderde in 1681 het portret van zijn bekendere broer (zie afbeelding), het enige dat bewaard gebleven is. Het schilderij toont de toen 54-jarige kunstenaar als architect en beeldhouwer. De tekening toont het voorontwerp van het altaar voor de abdij van Herkenrode.
Jean Del Cour liet na zijn dood een som geld na, waarmee in zijn geboortedorp Hamoir een Loretokapel gebouwd werd. Deze werd in 1739 ingewijd maar viel in 1868 ten prooi aan de slopershamer.
In 1911 werd op het plein voor de Sint-Pauluskathedraal een monument ter ere van Jean Del Cour opgericht. Het bronzen borstbeeld is van de hand van de Luikse beeldhouwer Paul Du Bois. In zijn geboortedorp Hamoir staat een kopie van zijn Madonna met Kind van de Vinâve d'Ile.

## Werken

### Werken in de openbare ruimte (Luik)
Een bekend werk van Del Cour zijn de beelden van de drie Gratiën boven op de Luikse perroen, hét symbool van de stad Luik. De perroen werd vernield tijdens de revolutie van 1848 en later provisorisch hersteld. Een zestal bustes die eveneens deel uitmaakten van de perroen, werden al in 1717 verwijderd en worden thans in de vestibule van het nabije stadhuis bewaard. Verdere werken van Del Cour in de openbare ruimte van Luik zijn de Fontaine Saint-Jean Baptiste in de Rue Hors-Château en een beeld van de Madonna met Kind als onderdeel van een fontein in de straat Vinâve d'Ile. In het Luikse Paleis van de Prins-bisschoppen aan de Place Saint-Lambert decoreerde hij de Blauwe Zaal en de Zaal der Gezworenen.

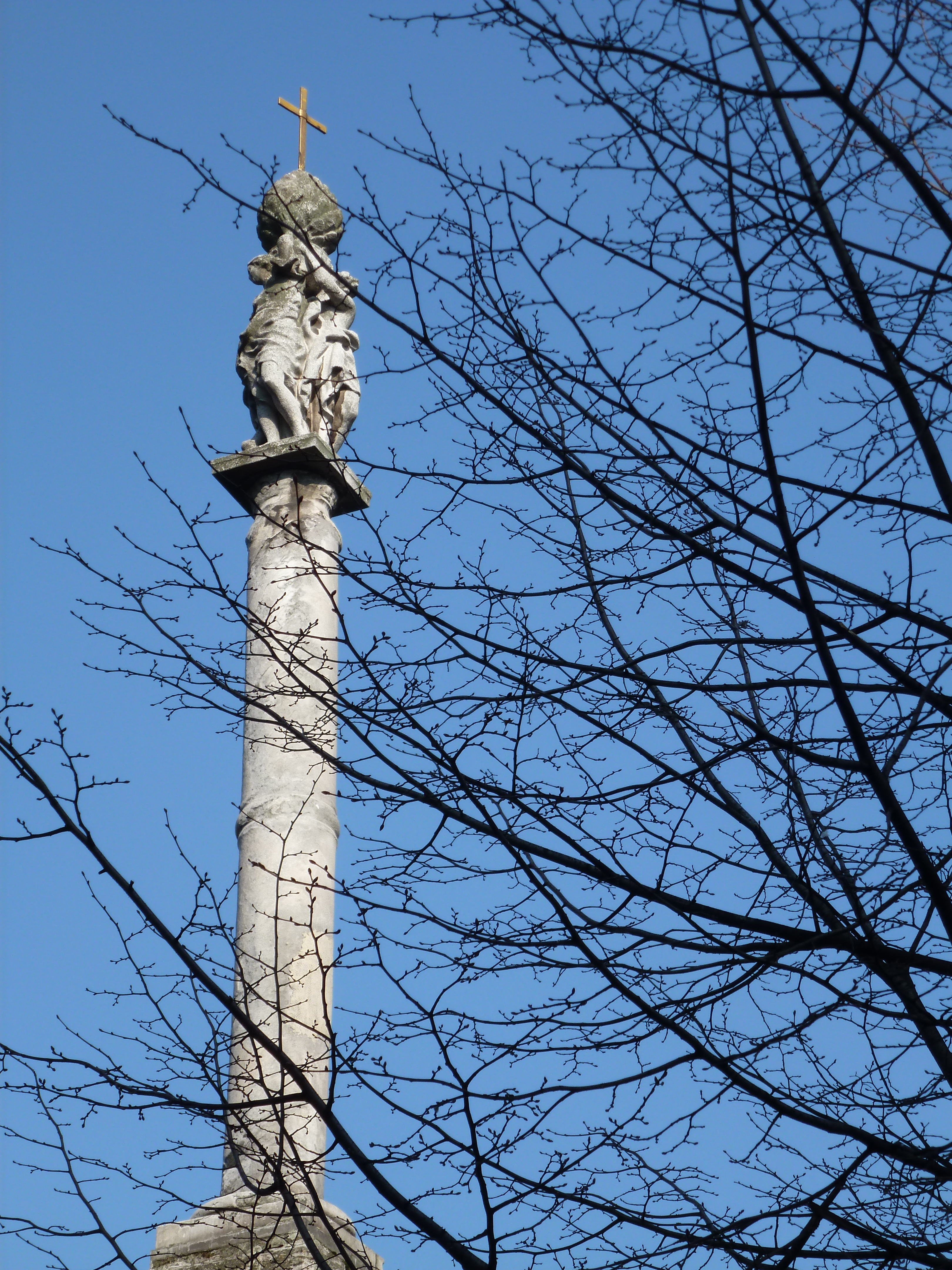
Perroen
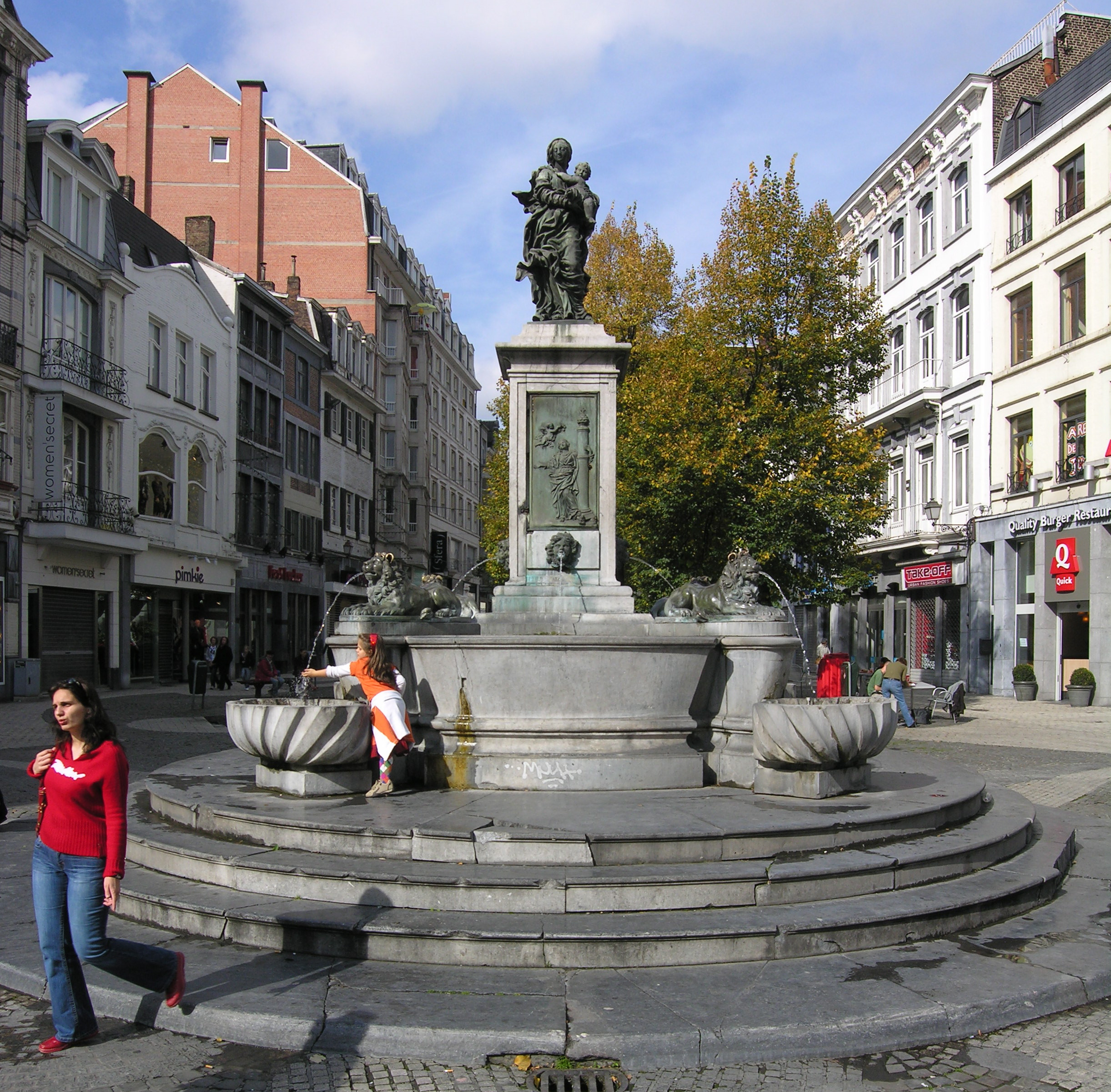
Madonna met Kind
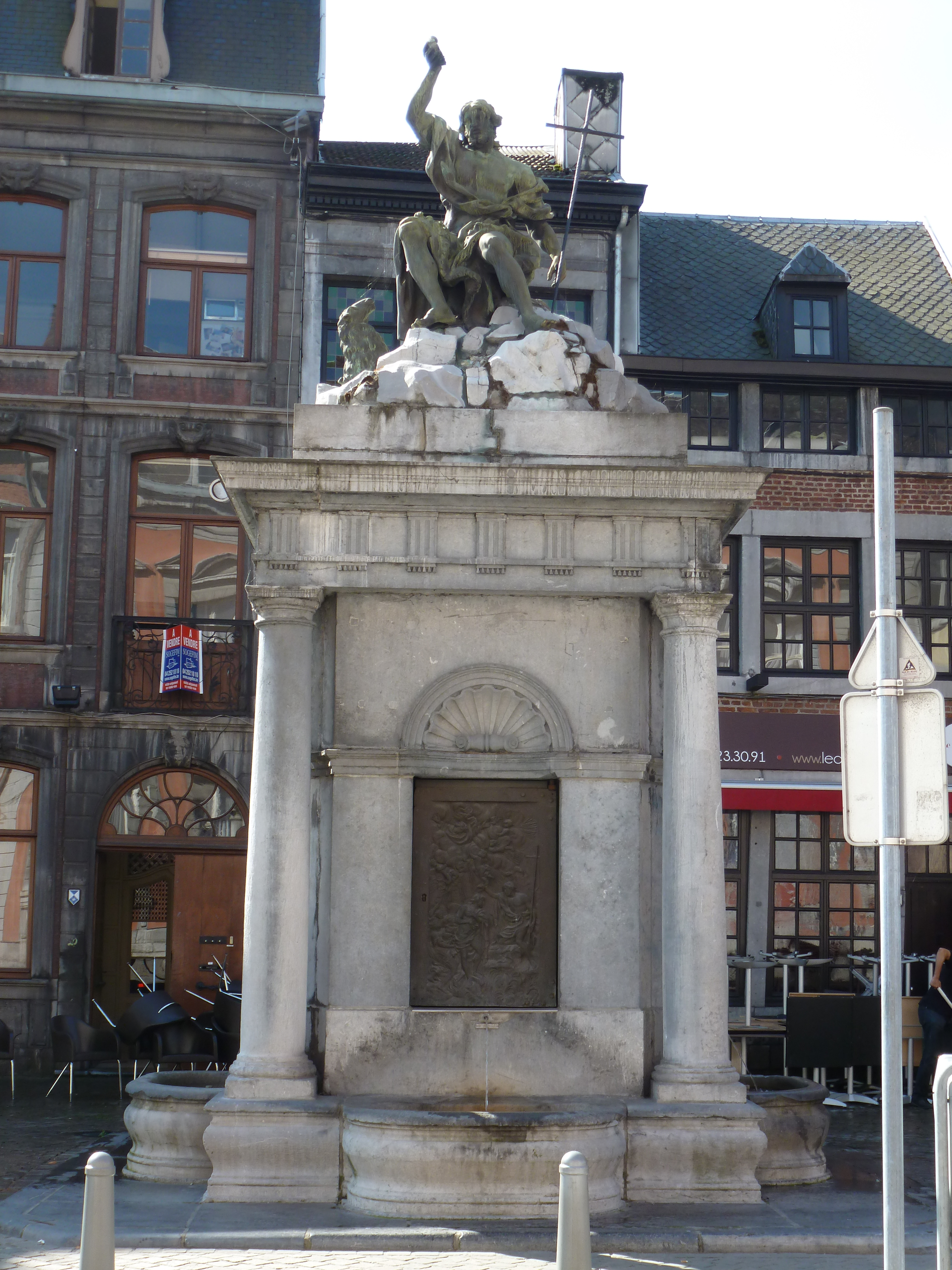
Fontein van Johannes de Doper
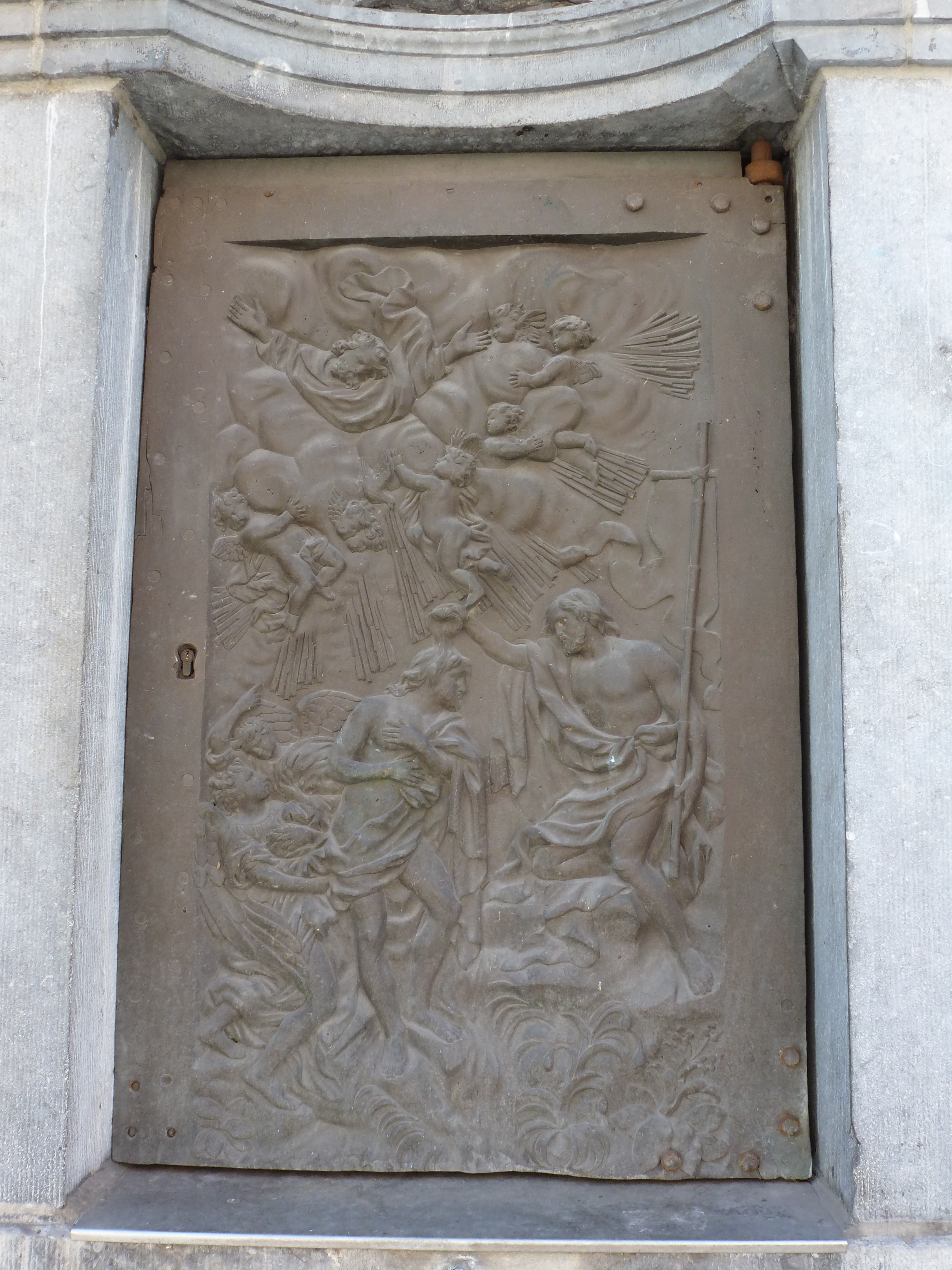
Idem, detail reliëf

### Werken in kerken en kloosters (Luik)

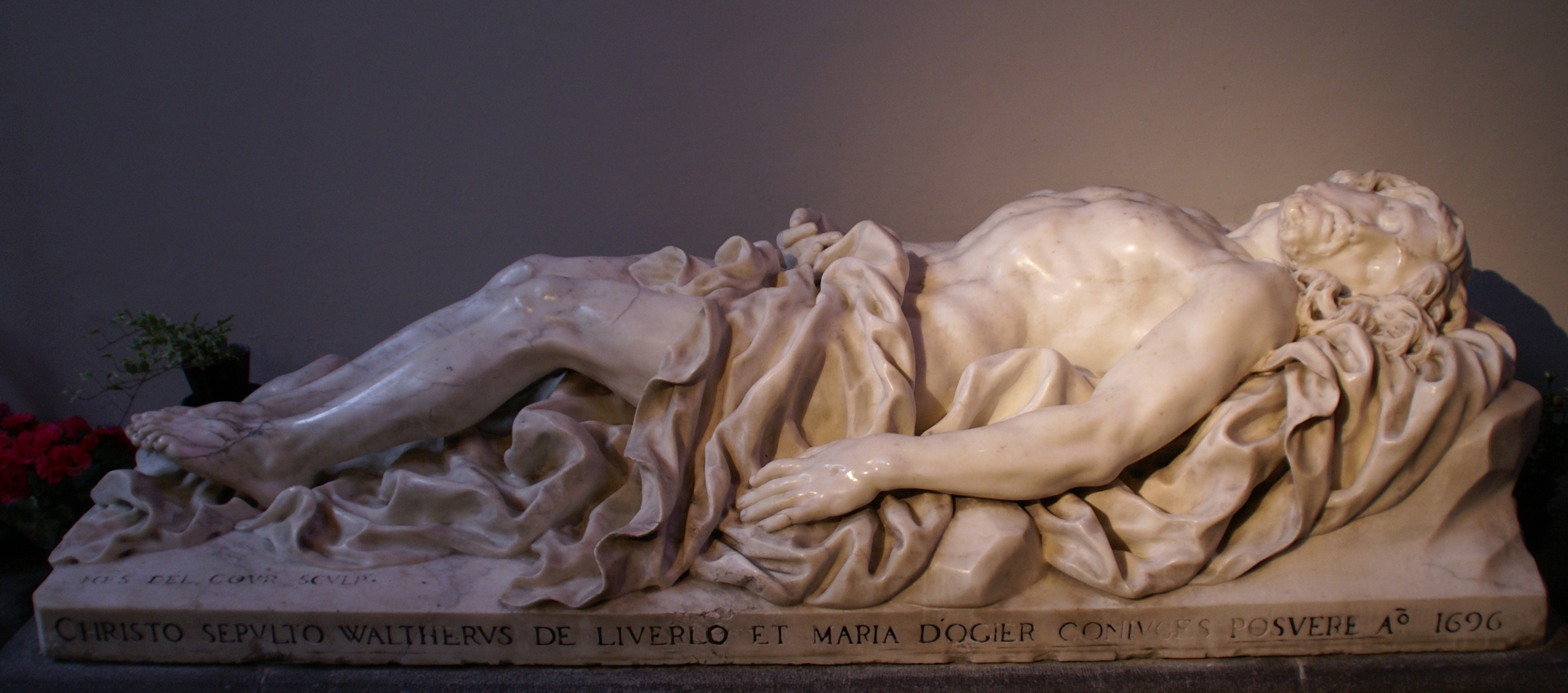
Liggende Christus (1696), wit marmer, Luik, Sint-Pauluskathedraal

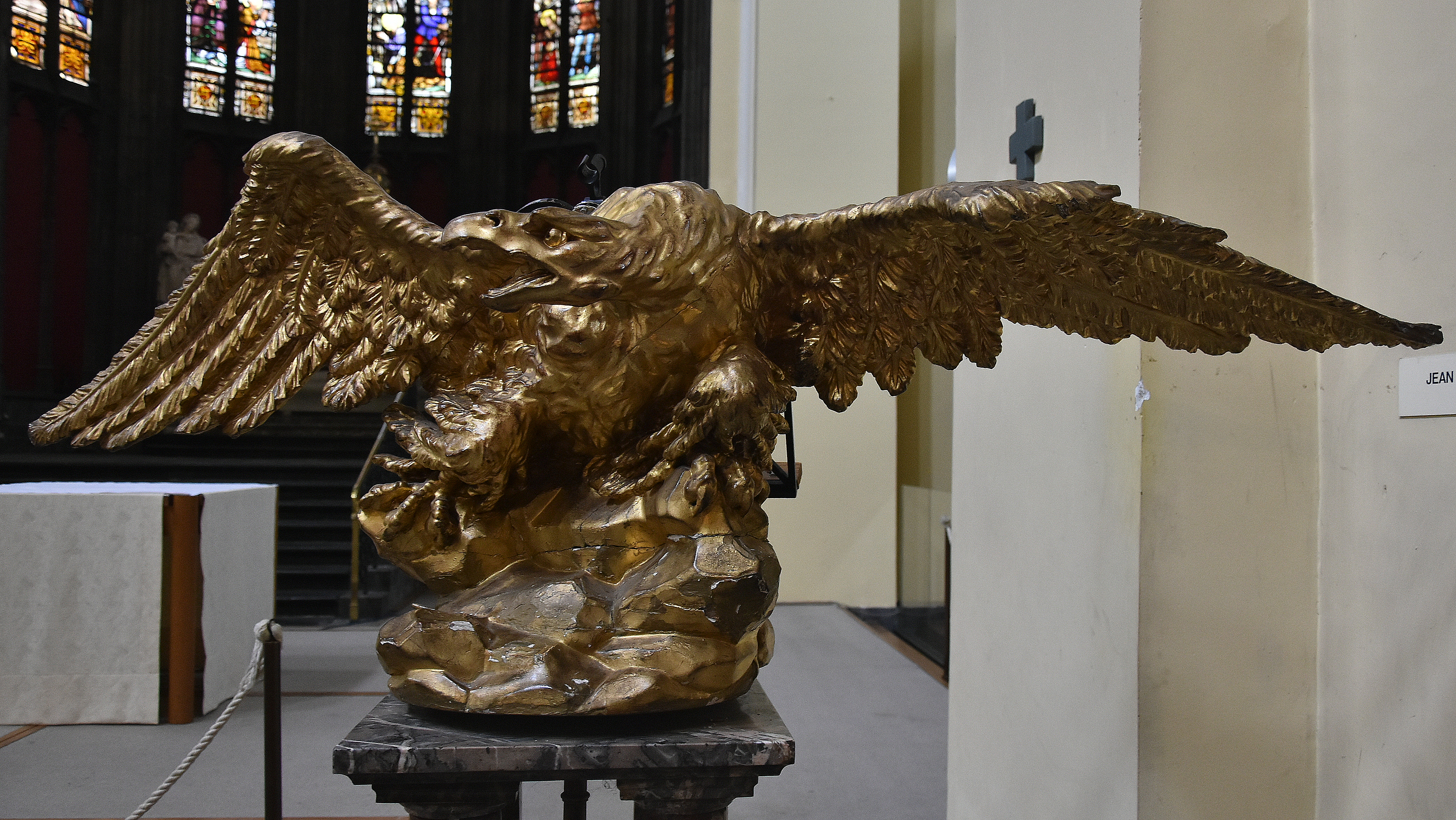
Lessenaar in de Sint-Denijskerk (Luik)

Van zijn vele werken voor Luikse kerken en kloosters kunnen genoemd worden een Johannes de Doper van witgeschilderd lindehout uit 1682 en een liggende Christus van marmer uit 1696, beide in de Sint-Pauluskathedraal, een aantal gebeeldhouwde reliëfs in de kapel van het Heilig Sacrament in de Sint-Maartensbasiliek en een belangrijke serie heiligenbeelden van witgeschilderd lindehout in de Sint-Jacobskerk (onder anderen van Sint-Hubertus met hert uit 1689 en van Jakobus de Mindere uit 1691).

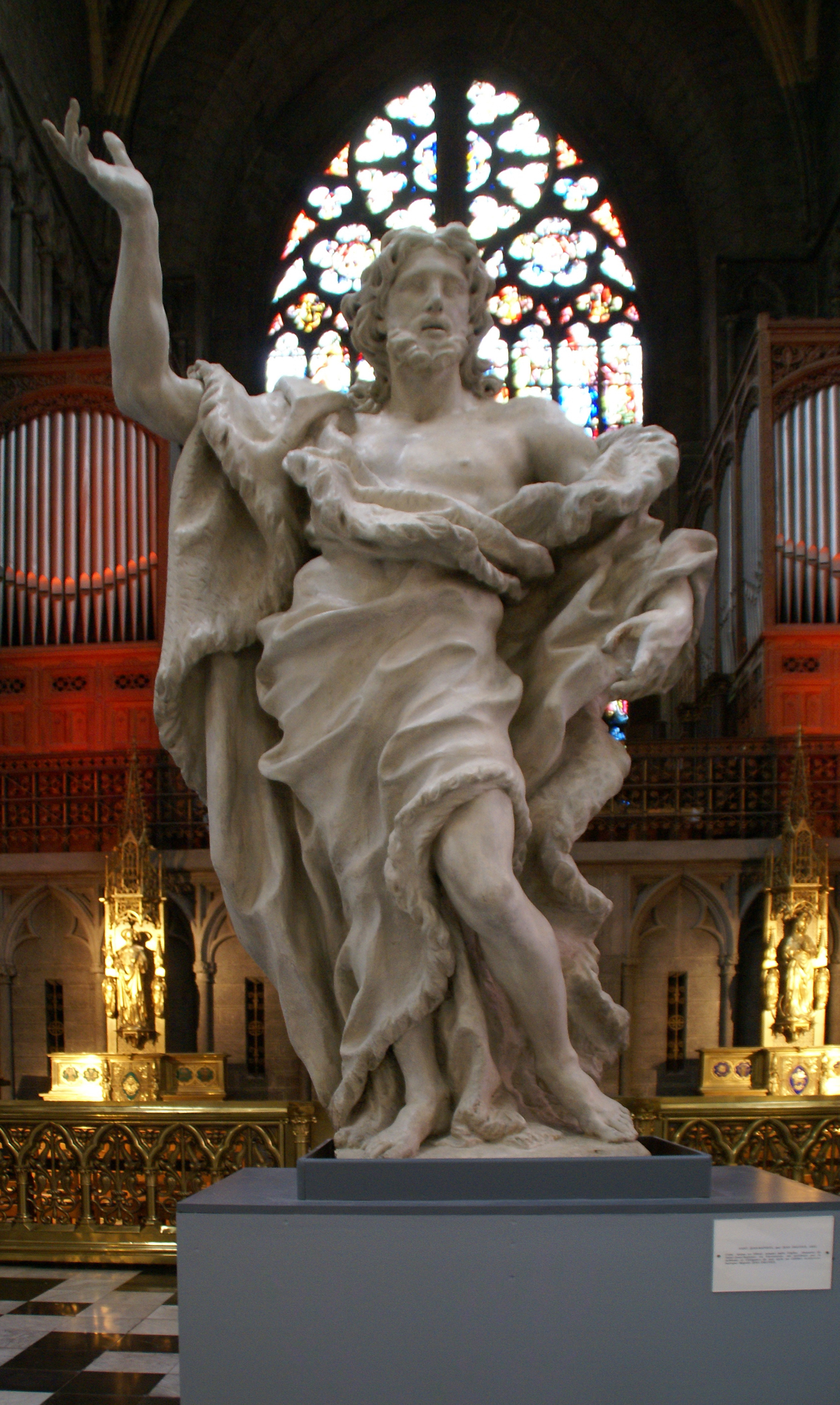
Johannes de Doper, St-Pauluskathedraal
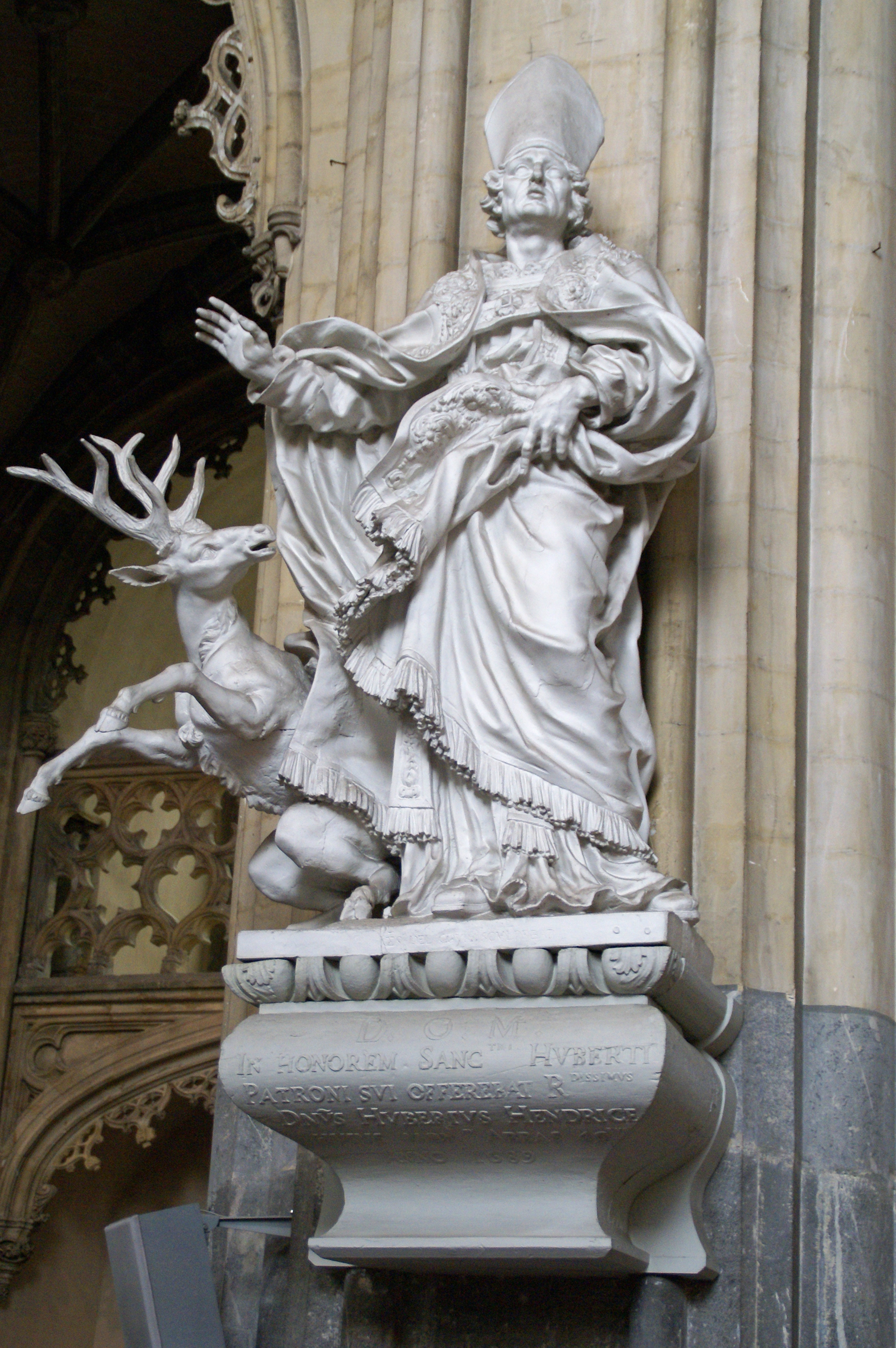
Sint-Hubertus, St-Jacobskerk
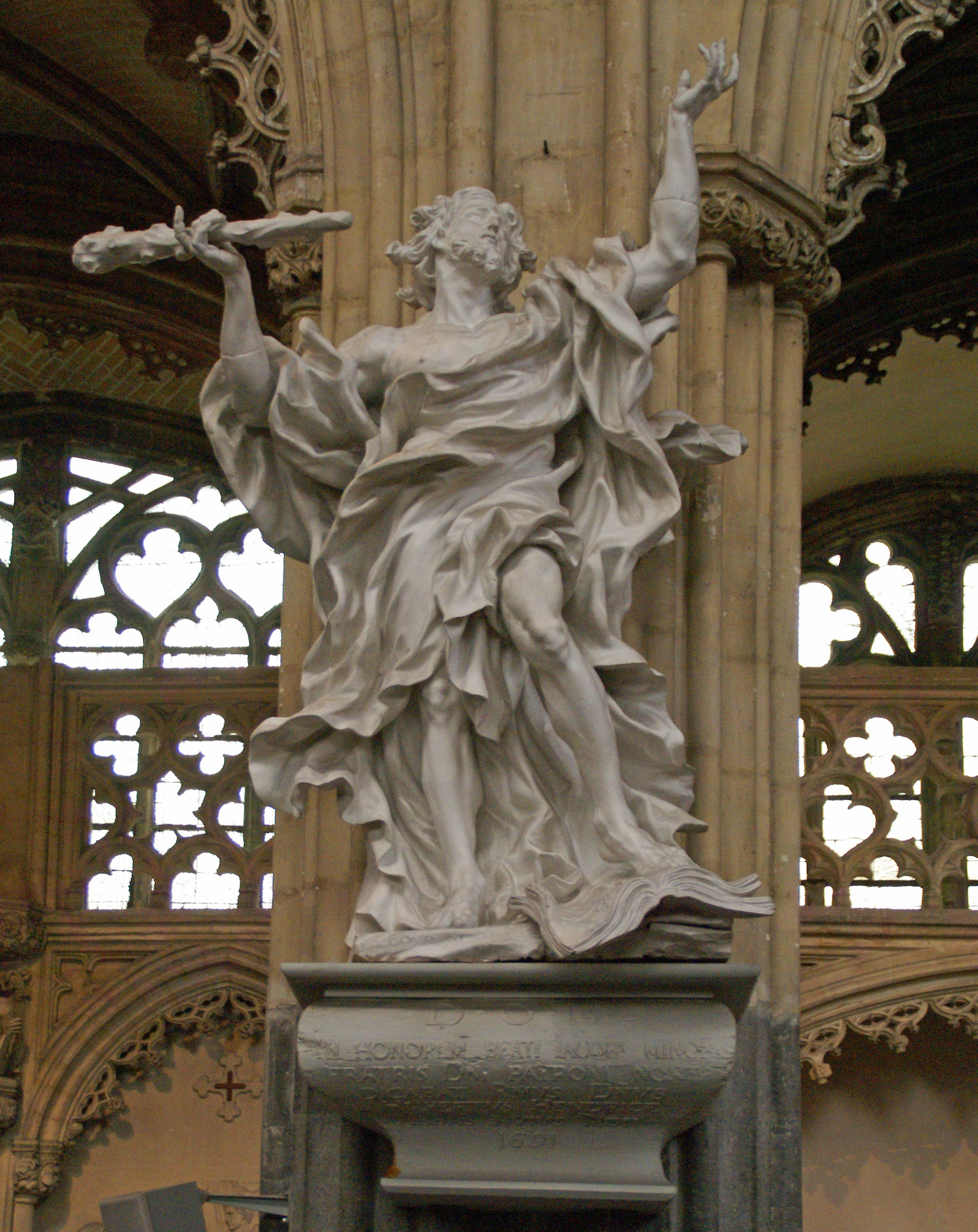
Jakobus de Mindere, St-Jacobskerk
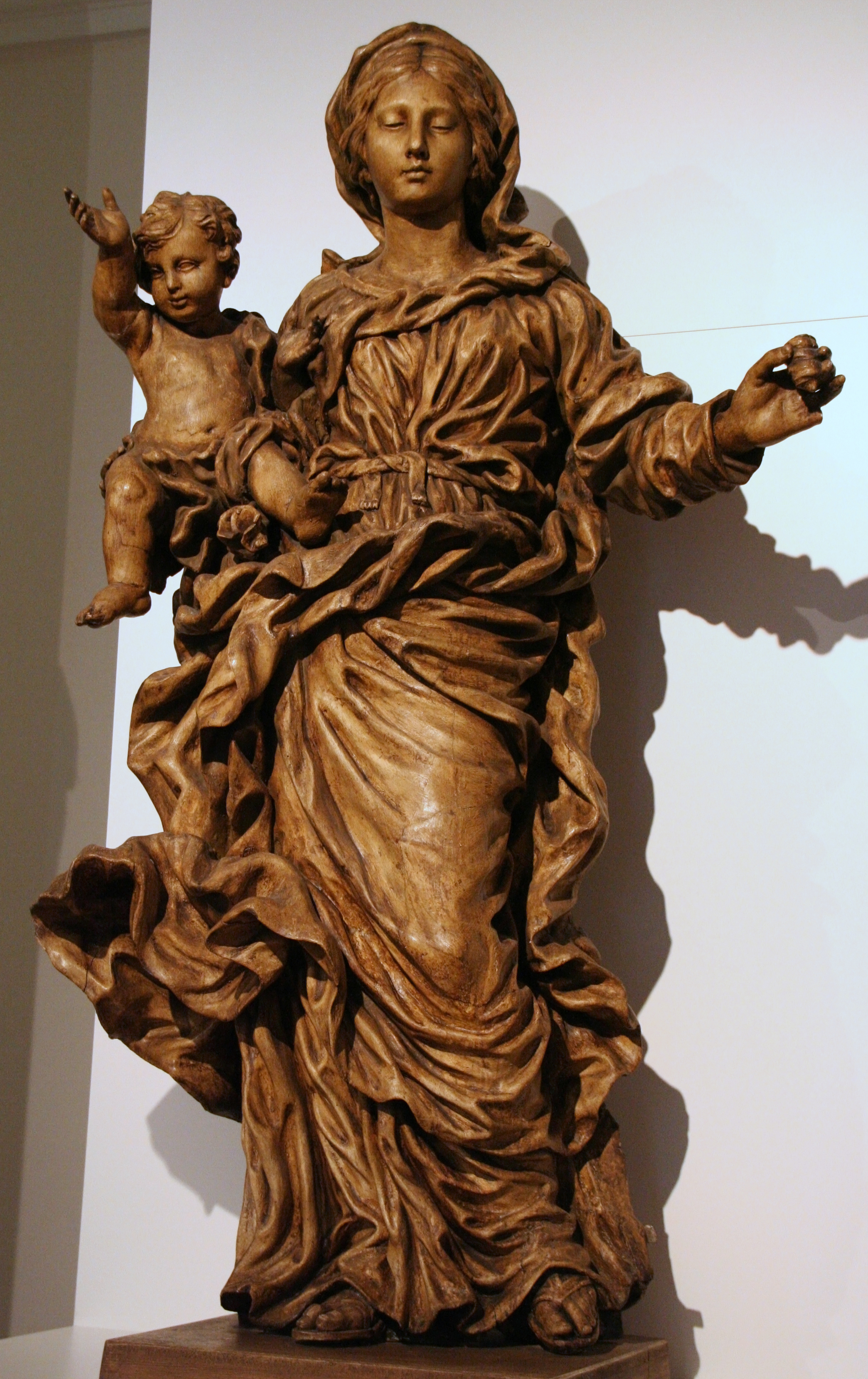
Madonna met Kind, Curtiusmuseum

### Werken in kerken en kloosters (elders)
Een ander belangrijk werk is het altaar dat nu in de Virga-Jessebasiliek in Hasselt te zien is en oorspronkelijk in de abdijkerk van de abdij van Herkenrode stond. Anna Catharina de Lamboy, abdis van de abdij gaf hem de opdracht. Het is vervaardigd uit carraramarmer. Jean Del Cour maakte ook het praalgraf van Eugeen Albert d'Allamont, bisschop van Roermond en Gent, dat te zien is in de Sint-Baafskathedraal te Gent.

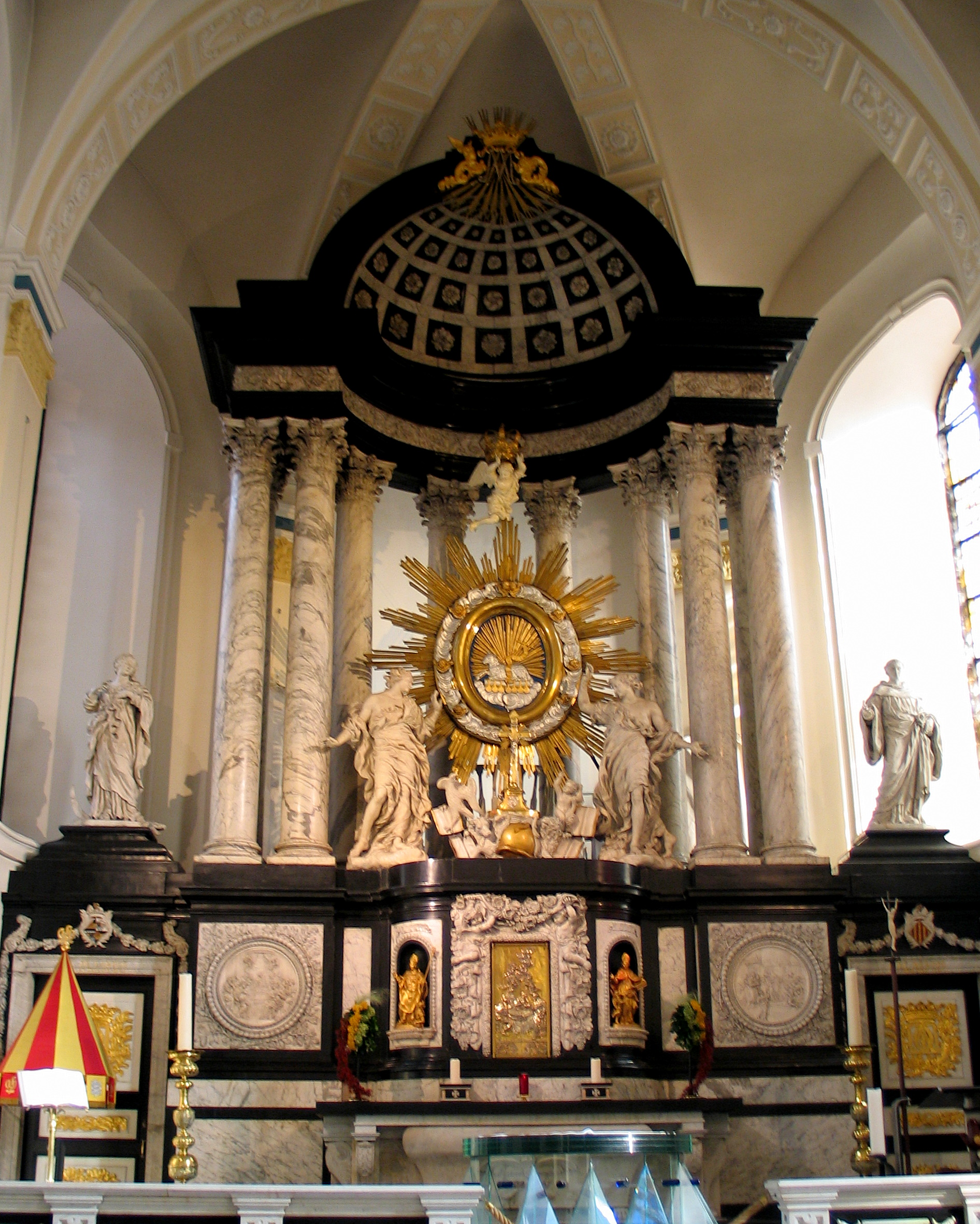
Altaar Virga-Jessebasiliek
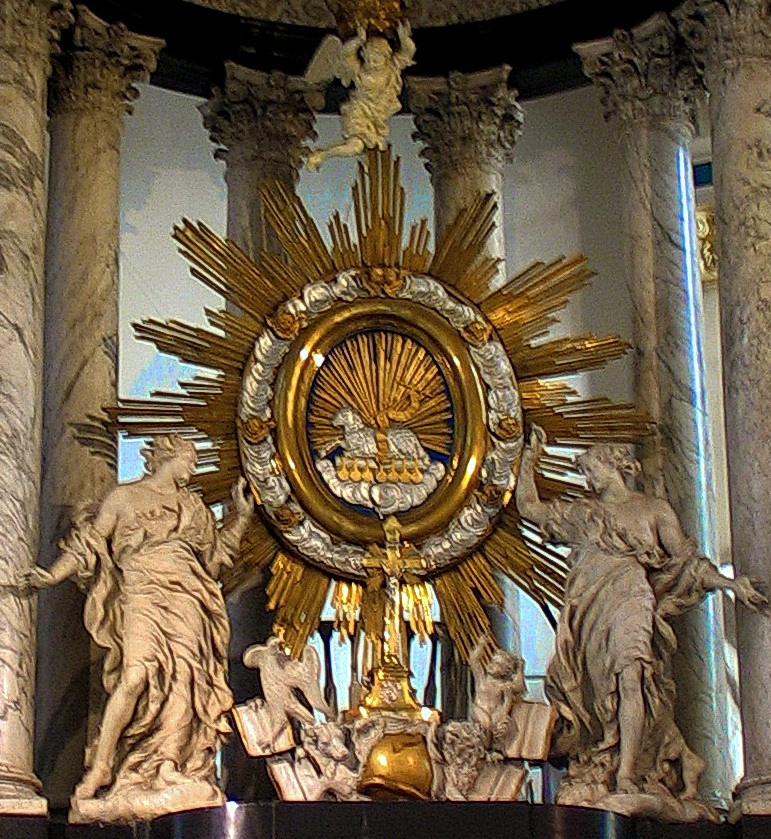
Idem, centrale beeldengroep
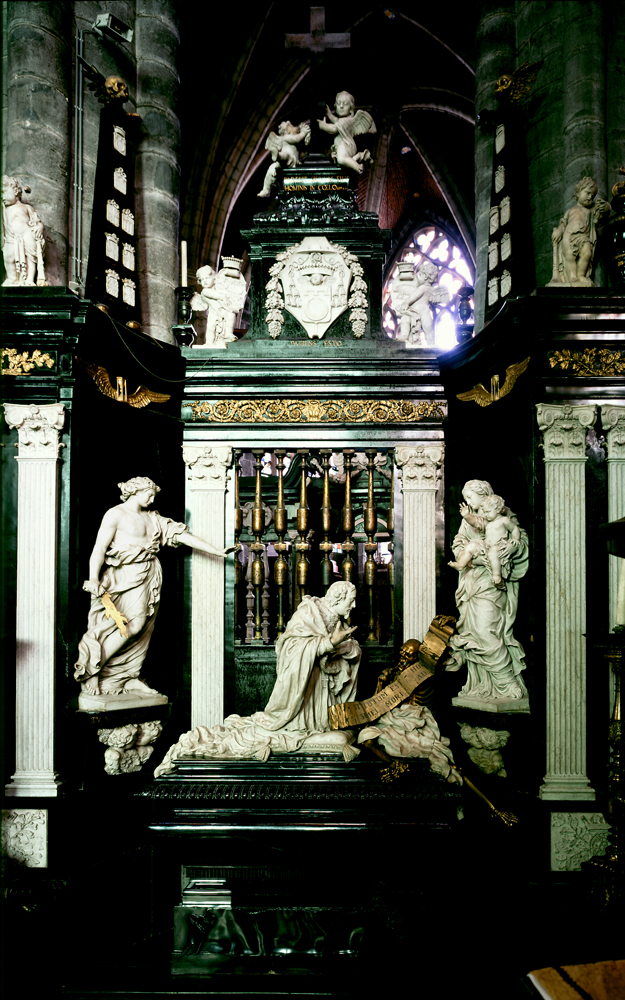
Praalgraf St-Baafskathedraal
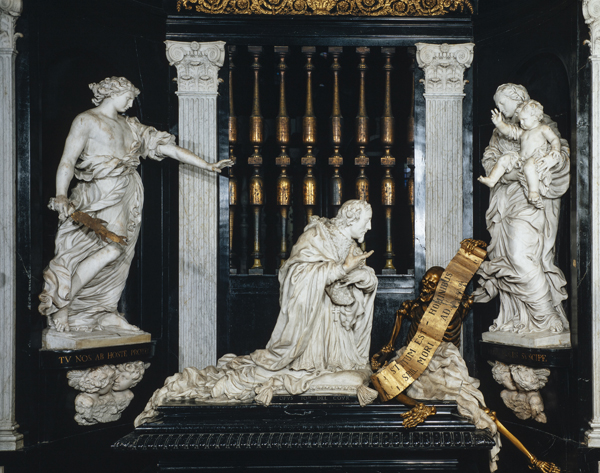
Idem, detail beeldengroep

- Bibliothèque nationale de France: cb12074249r (data)
- Gemeinsame Normdatei: 12445710X
- International Standard Name Identifier: 0000 0000 7085 1477
- Library of Congress Control Number: no2008061965
- RKD-Nederlands Instituut voor Kunstgeschiedenis: 205640
- Système universitaire de documentation: 086699083
- Union List of Artist Names: 500032036
- Virtual International Authority File: 95878992
- WorldCat: E39PCjyyp7Vqftwd6m3GQ4DxrC